# CANT Z.505

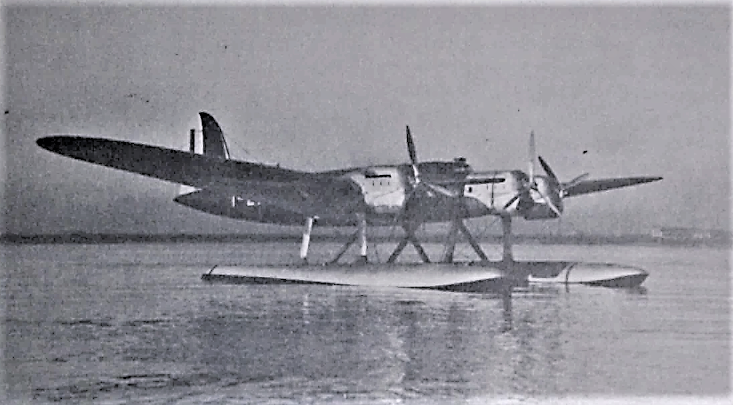
Cant Z.505

Il CANT Z.505 era un idrovolante da collegamento e da trasporto trimotore ad ala bassa realizzato in un unico esemplare dall'azienda italiana Cantieri Riuniti dell'Adriatico (CRDA CANT) a metà degli anni trenta.
Progettato per il trasporto civile venne, come da prassi per l'epoca, valutato dalla Regia Aeronautica dalla quale ricevette la matricola militare MM.268, e trovò principalmente impiego presso il Comando Aeronautica dell'Egeo - AEGE come aereo personale del governatore Cesare Maria De Vecchi.

## Storia

### Sviluppo
Nel 1934 la compagnia aerea Ala Littoria emise una specifica per la fornitura di un nuovo idrovolante di linea da utilizzare sulle proprie rotte commerciali via mare. Al concorso partecipò la CRDA con un progetto affidato all'ingegner Filippo Zappata il quale disegnò un monoplano ad ala bassa, trimotore con configurazione a scarponi discostandosi alla configurazione a scafo centrale tipico della produzione CNT/CANT fino ad allora.

## Utilizzatori
Italia
- Regia Aeronautica